# Яо Чэнь
Яо Чэнь (кит. упр. 姚晨, пиньинь Yáo Chén; род. 5 октября 1979 года, Шиши, Цюаньчжоу, Фуцзянь, Китай) — китайская актриса и филантроп. В 2014 году журнал Time включил Чэнь в список самых влиятельных людей Time 100. На 2014 год она занимала 83-ю строчку в списке Форбс «Самые влиятельные женщины». Ряд англоязычных СМИ назвали её «китайским ответом Анджелине Джоли».
Чэнь заняла также 56-ю строчку в списке Forbes China Celebrity 100 в 2013 году, 69-ю в 2014, 41-ю в 2015, 60-ю в 2019.

## Личная жизнь
Чэнь родилась в городе Шиши, городского округа Цюаньчжоу провинции Фуцзянь в семье среднего достатка. Изучала китайские народные танцы в Пекинской танцевальной академии с 1993 по 1997 годы. После продолжила обучение в Пекинской киноакадемии с 1999 по 2003. В 2004 году вышла замуж за актера Линя Сяосу, но пара развелась в январе 2011 года. В ноябре 2012 года Чэнь вступила в брак с кинематографистом Цао Ю. В 2013 году родила первенца.

## Карьера
Чэнь сыграла дочь сильного бойца в телепостановке 2005 года «Мой личный меченосец» (англ. My Own Swordsman). Сериал получился крайне популярным и известность актрисы в Китае стремительно возросла. В 2008 году она снялась в роли культового лидера партизан в сериале «Скрытный» (англ. Lurk). Шпионская драма стала популярной в Китае, после чего Чэнь получила награду за лучшую женскую роль на премиях Huading Awards и Golden Eagle Awards.
В 2009 году состоялся её театральный дебют — актриса сыграла одну из представительниц «белых воротничков» в спектакле «История продвижения Лалы» (англ. A story of Lala’s Promotion). Также она получила второстепенную роль в романтической комедии «Месть Софи» (англ. Sophie’s Revenge) с Чжан Цзыи в главной роли. Роль жадной до денег женщины отличалась от привычного публике стиля прошлых ролей актрисы, что получило признание. После Чэнь снималась в романтической комедии «Раскрась меня любовью» (англ. Color Me Love) в роли амбициозного редактора модного журнала, которая впоследствии стала одной из её самых известных ролей в фильмах.
В 2012 году Чэнь снялась в социальной драме Чэнь Кайгэ «Пойманный в сети» (англ. Caught in the Web) в роли журналиста-расследователя. Затем она снялась в одном с Энди Лау экшен-триллере «Огненная буря» (англ. Firestorm), который принёс ей награду «Выдающаяся актриса» на Премии китайских киномедиа (англ. Chinese Film Media Awards).
Чэнь сыграла адвоката в драме 2014 года «Адвокаты по разводам» (англ. Divorce Lawyers). Драма имела колоссальный успех в Китае и вызвала дискуссии в Интернете об эмоциях, правде и законе.
Не так давно Чэнь снялась в блокбастерах «Охота на монстров» (2015), «Хроники призрачного племени» (2015) и «Путешествие на запад-2» (2017). Чэнь номинировали на премию «Лучшая актриса второго плана» на премии «Сто цветов» за роль в «Охоте на монстров». Она также снималась в «Партнёрах MBA» (2016) в роли амбициозной девушки.
В 2017 году Чэнь пригласили в качестве члена жюри на 23-й Шанхайский телефестиваль.
В 2018 год Чэнь снялась в мистическом фильме «Потерян, но найден» с Ма Или, а также ремейке южнокорейского фильма «Пропавшие».
В 2019 году Чэнь снялась в семейной драме «Всё хорошо». Сериал имел бешеные рейтинги, а актриса пережила новый всплеск популярности.